# Henk Vermetten

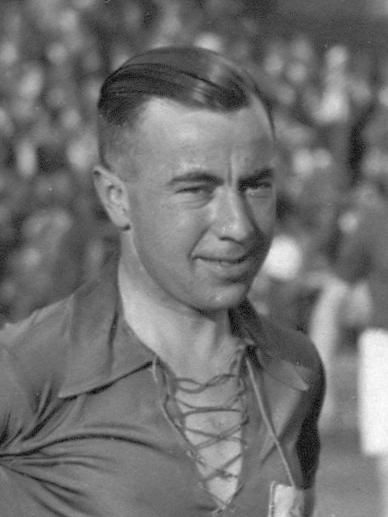
Henk Vermetten (1930)

Hendrik Arnoldus „Henk“ Vermetten (* 19. August 1895 in Kralingen; † 7. August 1964 in Scheveningen) war ein niederländischer Fußballspieler. Mit der Nationalmannschaft nahm er 1924 an den Olympischen Spielen in Paris teil.
Vermetten war von 1921 bis 1935 für HBS Craeyenhout aus Den Haag aktiv, der 1925 Niederländischer Meister wurde. In 268 Spielen in der ersten Mannschaft von HBS erzielte der linke Verteidiger 16 Tore. Er galt als harter Abwehrspieler, an dem es fast kein Vorbeikommen gab.
Vermetten wurde 1924 im Vorfeld der Olympischen Spiele in den Kreis der Nationalmannschaft berufen. Obwohl er noch keinen Einsatz für Oranje verzeichnen konnte, gehörte er auch zum Kader des KNVB, der nach Frankreich reiste. Hier kam Vermetten erst im „kleinen Finale“ – am 8. Juni 1924 gegen Schweden – ebenso zu seinem ersten Einsatz für sein Heimatland wie Jan Oosthoek und Klaas Breeuwer (für den es das einzige Länderspiel blieb). Nachdem das 1:1-Unentschieden ein Entscheidungsspiel erzwungen hatte, konnte Vermetten am Tag darauf erneut im Stade de Colombes gleich sein zweites Länderspiel absolvieren. Anschließend kam er unter anderem im folgenden Jahr gegen das Deutsche Reich beim 2:1-Sieg in Amsterdam als Mannschaftskapitän zum Einsatz. Danach dauerte es fünf Jahre, bis er wieder in Oranje auflaufen durfte: erst 1930 bei einer 1:3-Niederlage in Belgien und – erneut als Spielführer – beim 2:6 in Ungarn machte er seine Länderspiele fünf und sechs, die auch seine letzten sein sollten.